# Kalophrynus bunguranus
Kalophrynus bunguranus és una espècie de granota que viu a Indonèsia.